# Dode hand (eigendom)
Een eigendom in dode hand (Frans: mainmorte, Engels: mortmain) was in de middeleeuwen een domein of een onroerend goed dat niet vererfd kon worden. Meestal ging het om kerkelijke goederen maar ook stichtingen en liefdadigheidsinstellingen zoals armenhuizen en weeshuizen konden (en kunnen vandaag nog) eigendommen verwerven in dode hand.
De bezittingen in dode hand waren niet in het voordeel van de maatschappij in het algemeen. De grond die verworven was door een kloostergemeenschap was niet vrijelijk beschikbaar voor de bevolking. Ze brachten voor de heer geen belastingen meer op zodat het benodigde geld door de gewone belastingplichtigen moest worden opgebracht.

## Etymologie
De term is afgeleid van middeleeuws Latijn 'mortua manus', wat letterlijk "dode hand" betekent. Via het Oudfranse ''morte main' is deze term doorgedrongen in het modern Frans als 'mainmorte'. 

## Geschiedenis
Dit type van eigendom had zijn oorsprong in het leenstelsel. Als een leenheer zijn bezit in leen gaf aan een kloostergemeenschap of een kapittel kwam er een einde aan de vererving van het goed, het overlijden van de abt had geen enkele invloed op de eigendoms- of uitbatingrechten van het domein. Men noemde dit type van in leen geven amortificatie. Goederen kwamen ook in dode hand door erflating, een kloosterling kon zijn erfdeel nalaten aan het klooster.
Tijdens de Middeleeuwen verwierf de Rooms-Katholieke Kerk in West-Europese landen een aanzienlijke hoeveelheid onroerend goed. Aangezien de kerk en de religieuze ordes werden erkend als rechtspersonen die los stonden van de ambtsdrager die de kerkgronden beheerde (zoals de abt of de bisschop), zou de grond bij de dood van de houder niet vererven of door vererving overgaan: het land bleef in het bezit van de kerkelijke instantie. Dit is in tegenstelling tot de feodale praktijk, waarbij de adel land in bezit had dat door de koning werd toegekend in ruil voor (oorlogs-)diensten. Na verloop van tijd verwierf de Kerk in veel feodale staten een groot deel van het land; dit was een oorzaak van toenemende spanningen tussen de Kerk en de Kroon.
Dit werd ook toegepast in de seculiere maatschappij: de mainmorte was hier het onvermogen van horigen in het middeleeuwse Frankrijk om hun eigendom bij hun dood door te geven aan bv. hun kinderen. Het doel ervan was te voorkomen dat eigendom zou overgaan op personen buiten de heerlijkheid: tijdens zijn leven genoot de horige vrijelijk van het bezit van zijn heer; hij kon, met toestemming van zijn heer, over zijn have en goed beschikken, maar hij kon geen testament maken, en bij zijn dood ging zijn eigendom terug naar zijn heer
Vanaf de 11e eeuw werd de mainmorte verlicht: in vele streken nam de heer slechts één roerend goed of één stuks vee of hij aanvaardde de betaling van een speciale belasting door de erfgenamen.
Vanaf de 14e eeuw gaan de koningen stilaan hun centrale macht uitbreiden en gaat de feodaliteit achteruit ten gunste van het centrale gezag. De nieuwe centrale heersers gaan ook de immuniteit van de kerk en de uitbreiding van het bezit in dode hand trachten in te tomen. Karel V verordende in 1515 bij zijn aantreden een belasting op alle onroerend goed dat in de afgelopen veertig jaar in dode hand was terechtgekomen. Karel eiste vijf procent van de jaaropbrengsten van de laatste veertig jaar, met andere woorden twee keer de volledige jaaropbrengst. Maar ook de strijd van Filips IV van Frankrijk tegen de Tempeliers had ongetwijfeld een en ander te doen met de meer dan 800 commanderijen die de orde in Frankrijk bezat.
In de 17e eeuw was het in Frankrijk zo goed als verdwenen, behalve in de Franche-Comté, die onder Lodewijk XIV bij Frankrijk was gevoegd en waar de monniken van de abdij van Saint-Claude tot de Revolutie het recht van mainmorte hadden over de horigen van de provincie.
Keizer Jozef II van Oostenrijk op zijn beurt, schafte tussen 1783 en 1785 alle contemplatieve kloosterordes in de Zuidelijke Nederlanden af, omdat ze nutteloos waren geen belastingopbrengsten leverden en dus de belangen van de gemeenschap schaadden. De Franse revolutionairen maakten in 1796 het werk af door de afschaffing van de resterende kloosterorde.

## In 21e eeuw
Ook vandaag spreekt men nog over eigendommen in dode hand maar dat heeft dan betrekking op gebouwen, eigendom van publiekrechterlijke personen, die vrijgesteld zijn van de Belgische onroerende voorheffing. De gemeenten in het Brussels Hoofdstedelijk Gewest die hierdoor inkomsten moesten derven werden hiervoor schadeloos gesteld door de financieringswet van 1989 ter compensatie voor de dode hand.